# Hormona

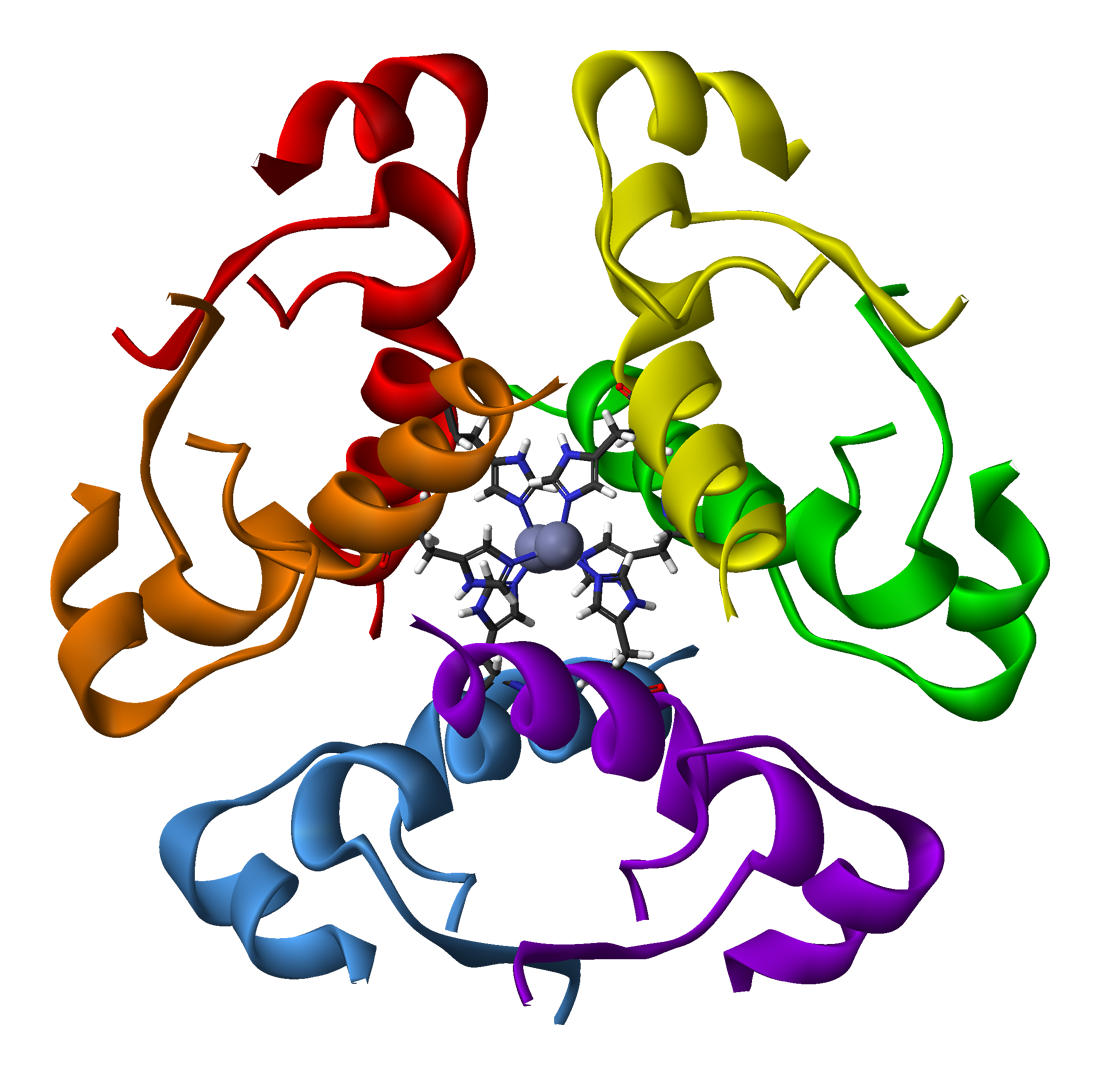
Representación 3D de la forma de almacenamiento de la hormona insulina, como un agrupamiento de seis moléculas (hexámero).

Una hormona (del participio griego ὁρμῶν del verbo ὁρμάω, «poner en movimiento») es una sustancia química secretada en la sangre por una célula especial cuyo propósito es indicar a otras células que realicen determinadas funciones. Desde el punto de vista químico, las hormonas son moléculas de naturaleza orgánica, principalmente proteicas, y cumplen su función (es decir, son activas) en muy pequeña cantidad.
La especialidad médica encargada del estudio, prevención y tratamiento de las enfermedades que afectan a estas moléculas humanas es la endocrinología.

## Naturaleza
Las hormonas pertenecen al grupo de los mensajeros químicos, que incluye también a los neurotransmisores y las feromonas. A veces es difícil clasificar a un mensajero químico como hormona o neurotransmisor.
Todos los organismos pluricelulares producen hormonas, incluyendo las plantas (en este último caso se denominan fitohormonas).
Las hormonas más estudiadas en animales y humanos son las que están producidas por las glándulas endocrinas, pero casi todos los órganos humanos y animales también producen hormonas.
Existen hormonas naturales y hormonas sintéticas. Unas y otras se emplean como tratamientos en ciertos trastornos, por lo general, aunque no únicamente, cuando es necesario compensar su falta o aumentar sus niveles si son menores de lo normal.

## Historia
El concepto de secreción interna apareció en el siglo XIX, cuando Claude Bernard lo describió en 1855, pero no especificó la posibilidad de que existieran mensajeros que transmitieran señales desde un órgano a otro.
El término «hormona» fue utilizado por primera vez en 1905 por William Bayliss, es un término que deriva del verbo griego ὁρμἀω ('poner en movimiento, estimular'), aunque ya antes se habían descubierto dos funciones hormonales; la primera fundamentalmente del hígado, descubierta por Claude Bernard en 1851 y la segunda fue la función de la glándula suprarrenal, descubierta por Alfred Vulpian en 1856. La primera hormona que se descubrió fue la adrenalina, descrita por el japonés Takamine Jōkichi en 1901. Posteriormente el estadounidense Edward Calvin Kendall aisló la tiroxina en 1914.

## Fisiología
Cada célula es capaz de producir una gran cantidad de moléculas reguladoras. Las glándulas endocrinas y sus productos hormonales están especializados en la regulación general del organismo así como también en la autorregulación de un órgano o tejido. El método que utiliza el organismo para regular la concentración de hormonas es el de encontrar un equilibrio entre las retroalimentaciones positiva y negativa, fundamentado en la regulación de su producción, metabolismo y excreción. También hay hormonas tróficas y hormonas no tróficas, según el blanco sobre el cual actúan.
Las hormonas pueden ser estimuladas o inhibidas por:
- Otras hormonas.
- Concentración plasmática de iones o nutrientes.
- Neuronas y actividad mental.
- Cambios ambientales, por ejemplo luz, temperatura, presión atmosférica.

Un grupo especial de hormonas son las hormonas tróficas que actúan estimulando la producción de nuevas hormonas por parte de las glándulas endócrinas. Por ejemplo, la TSH producida por la hipófisis estimula la liberación de hormonas tiroideas además de estimular el crecimiento de dicha glándula. 
Recientemente se han descubierto las hormonas del hambre: ghrelina, orexina y péptido YY, y sus antagonistas como la leptina.
Las hormonas pueden segregarse en forma cíclica, conformando verdaderos biorritmos (ej: secreción de prolactina durante la lactancia, secreción de esteroides sexuales durante el ciclo menstrual). Con respecto a su regulación, el sistema endocrino constituye un sistema cibernético, capaz de autorregularse a través de los mecanismos de retroalimentación (feedback), los cuales pueden ser de dos tipos:
- Retroalimentación positiva: es cuando una glándula segrega una hormona que estimula a otra glándula para que segregue otra hormona que estimule la primera glándula.

Ej: la FSH segregada por la hipófisis estimula el desarrollo de folículos ováricos que segrega estrógenos que estimulan una mayor secreción de FSH por la hipófisis.
- Retroalimentación negativa: cuando una glándula segrega una hormona que estimula a otra glándula para que segregue una hormona que inhibe a la primera glándula.

Ej: la ACTH segregada por la hipófisis estimula la secreción de glucocorticoides adrenales que inhiben la secreción de ACTH por la hipófisis.
A su vez, según el número de glándulas involucradas en los mecanismos de regulación, los circuitos glandulares pueden clasificarse en:
- Circuitos largos: una glándula regula otra glándula que regula a una tercera glándula que regula a la primera glándula, por lo que en el eje están involucradas tres glándulas.
- Circuito cortos: una glándula regula otra glándula que regula a la primera glándula, por lo que en el eje están involucradas solo dos glándulas.
- Circuitos ultra cortos: una glándula se regula a sí misma.

## Tipos de hormonas
Según su naturaleza química, se encuentran tres tipos de hormonas:
- Derivadas de aminoácidos: se derivan de los aminoácidos tirosina y triptófano, como ejemplo tenemos las catecolaminas y la tiroxina.
- Hormonas peptídicas: están constituidas por cadenas de aminoácidos, bien oligopéptidos (como la vasopresina) o polipéptidos (como la hormona del crecimiento). Cuando la cadena de aminoácidos es más larga y posee las características propias de la estructura de las proteínas, se llaman hormonas proteicas, como la prolactina. En general, este tipo de hormonas no pueden atravesar la membrana plasmática de la célula diana, por lo cual los receptores para estas hormonas se hallan en la superficie celular. También están las hormonas glucoproteicas, que son hormonas proteicas que tienen grupos de carbohidratos unidos a sus cadenas de aminoácidos.[5]

- Hormonas lipídicas: son esteroides (como la testosterona) o eicosanoides (como las prostaglandinas). Dado su carácter lipófilo, atraviesan sin problemas la bicapa lipídica de las membranas celulares y sus receptores específicos se hallan en el interior de la célula diana.

## Mecanismos de acción hormonal
Las hormonas tienen la característica de actuar sobre las células, que deben disponer de una serie de receptores específicos. Hay dos tipos de receptores celulares:
Receptores de membrana: los usan las hormonas peptídicas. Las hormonas peptídicas (1.er mensajero) se fijan a un receptor proteico que hay en la membrana de la célula, y estimulan la actividad de otra proteína (unidad catalítica), que hace pasar el ATP (intracelular) a AMPcíclico (2º mensajero), que junto con el calcio citosólico, pueden activar distintos tipos de enzimas llamadas  proteína quinasas (responsable de producir la fosforilación de las proteínas de la célula, que produce una acción biológica determinada). Esta es la teoría o hipótesis de 2º mensajero o de Sutherland.
Receptores intracelulares: los usan las hormonas esteroideas. La hormona atraviesa la membrana de la célula diana por difusión. Una vez dentro del citoplasma se asocia con su receptor intracelular, con el cual viaja al núcleo atravesando juntos la envoltura nuclear. En el núcleo se fija al ADN y hace que se sintetice ARNm, que induce la síntesis de nuevas proteínas, que se traducirán en una respuesta fisiológica, o bien, puede interferir con la maquinaria biosintética de una determinada proteína para evitar su síntesis.

## Principales hormonas humanas

### Hormonas peptídicas y derivadas de aminoácidos
Son péptidos de diferente longitud o derivados de aminoácidos; dado que la mayoría de estas hormonas no atraviesan la membrana plasmática de las células diana, éstas disponen de receptores específicos en su superficie.
| Nombre                                                  | Abrevia- tura | Origen | Mecanismo de acción | Tejido diana                                                              | Efecto |
| ------------------------------------------------------- | ------------- | --- | ------------------- | ------------------------------------------------------------------------- | --- |
| Melatonina                                              |               | Glándula pineal |                     | Hipocampo, tallo encefálico, retina, intestino, etc.                      | Antioxidante y causa el sueño. |
| Serotonina                                              | 5-HT          | Sistema nervioso central, tracto gastrointestinal                                                                                | "5-HT"              | Tallo encefálico                                                          | Controla el humor, el apetito y el sueño. |
| Tetrayodotironina                                       | T4            | Tiroides | Directo             |                                                                           | La menos activa de las hormonas tiroideas; aumento del metabolismo basal y de la sensibilidad a las catecolaminas, afecta la síntesis de proteínas. |
| Triyodotironina                                         | T3            | Tiroides | Directo             |                                                                           | La más potente de las hormonas tiroideas: aumento del metabolismo basal y de la sensibilidad a las catecolaminas, afecta la síntesis de proteínas. |
| Adrenalina (o epinefrina)                               | EPI           | Médula adrenal |                     | Corazón, vasos sanguíneos, hígado, tejido adiposo, ojo, aparato digestivo | Respuesta de lucha o huida: aumento del ritmo cardíaco y del volumen sistólico, vasoconstricción, aumento del catabolismo del glucógeno en el hígado, de la lipólisis en los adipocitos; todo ello incrementa el suministro de oxígeno y glucosa al cerebro y músculo; dilatación de las pupilas; supresión de procesos no vitales (como la digestión y del sistema inmunitario). |
| Noradrenalina (o norepinefrina)                         | NRE           | Médula adrenal |                     |                                                                           | No es una hormona, se considera solo como neurotransmisor (respuesta de lucha o huida: como la adrenalina). |
| Dopamina                                                | DPM, PIH o DA | Riñón, hipotálamo (neuronas del núcleo infundibular)                                                                             |                     |                                                                           | Aumento del ritmo cardíaco y de la presión arterial inhibe la liberación de prolactina y hormona liberadora de tirotropina. |
| Hormona antimulleriana                                  | AMH           | Testículos (células de Sértoli)                                                                                                  |                     | Testículo (conductos de Müller)                                           | Inhibe el desarrollo de los conductos de Müller en el embrión masculino. |
| Adiponectina                                            | Acrp30        | Tejido adiposo |                     | Hígado, músculo esquelético, tejido adiposo                               | Aumenta la sensibilidad a la insulina por lo que regula el metabolismo de la glucosa y los ácidos grasos. |
| Hormona adrenocorticotrópica                            | ACTH          | Hipófisis anterior | AMPc                | Corteza adrenal                                                           | Estimula la producción de corticosteroides (glucocorticoides y andrógenos). |
| Angiotensinógeno y angiotensina                         | AGT           | Hígado | IP3                 | Vasos sanguíneos, corteza adrenal                                         | Vasoconstricción, liberación de aldosterona. |
| Hormona antidiurética (o vasopresina)                   | ADH           | Hipotálamo (se acumula en la hipófisis posterior para su posterior liberación)                                                   | variable            | Riñón, vasos sanguíneos, hipófisis anterior                               | Retención de agua en el riñón, vasoconstricción moderada; liberación de Hormona adrenocorticotrópica de la hipófisis anterior. |
| Péptido natriurético auricular (o atriopeptina)         | ANP           | Corazón (células musculares de la aurícula derecha)                                                                              | GMPc                | Riñón                                                                     | Regula el balance de agua y electrolitos, reduce la presión sanguínea. |
| Calcitonina                                             | CT            | Tiroides | AMPc                | Intestino, riñón, hueso                                                   | Construcción del hueso, reducción del nivel de Ca2+ sanguíneo, incrementa el almacenamiento de Ca2+ en los huesos y la excreción de Ca2+ por el riñón. |
| Colecistoquinina                                        | CCK           | Duodeno |                     | Páncreas, vesícula biliar                                                 | Producción de enzimas digestivas (páncreas) y de bilis (vesícula biliar); supresión del apetito. |
| Hormona liberadora de corticotropina                    | CRH           | Hipotálamo | AMPc                | Hipófisis anterior                                                        | Estimula la secreción de hormona adrenocorticotrópica. |
| Eritropoyetina                                          | EPO           | Riñón |                     | Células madre de la médula ósea                                           | Estimula la producción de eritrocitos. |
| Hormona estimuladora del folículo                       | FSH           | Hipófisis anterior | AMPc                | Ovario, testículo                                                         | Mujer: estimula la maduración del folículo de Graaf del ovario. Hombre: estimula la espermatogénesis y la producción de proteínas del semen por las células de Sértolis de los testículos. |
| Gastrina                                                | GRP           | Estómago (células parietales), duodeno                                                                                           |                     | Estómago (células parietales)                                             | Secreción de ácido gástrico. |
| Grelina                                                 |               | Estómago |                     | Hipófisis anterior                                                        | Estimula el apetito y la secreción de hormona del crecimiento. |
| Glucagón                                                | GCG           | Páncreas (células alfa) | AMPc                | Hígado                                                                    | Glucogenólisis y gluconeogénesis, lo que incrementa el nivel de glucosa en sangre. |
| Hormona liberadora de gonadotropina                     | GnRH          | Hipotálamo | IP3                 | Hipófisis anterior                                                        | Estimula la liberación de Hormona estimuladora del folículo y de hormona luteinizante. |
| Somatocrinina                                           | GHRH          | Hipotálamo | IP3                 | Hipófisis anterior                                                        | Estimula la liberación de hormona del crecimiento. |
| Gonadotropina coriónica humana                          | hCG           | Placenta (células del sincitiotrofoblasto)                                                                                       | AMPc                |                                                                           | Mantenimiento del cuerpo lúteo en el comienzo del embarazo; inhibe la respuesta inmunitaria contra el embrión. |
| Lactógeno placentario humano                            | HPL           | Placenta |                     |                                                                           | Estimula la producción de insulina y IGF-1, aumenta la resistencia a la insulina y la intolerancia a los carbohidratos. |
| Hormona del crecimiento (o somatotropina)               | GH o hGH      | Hipófisis anterior |                     | Hueso, músculo, hígado                                                    | Estimula el crecimiento y la mitosis celular, y la liberación de Factor de crecimiento de tipo insulina tipo I. |
| Inhibina                                                |               | Testículo (células de Sértoli), ovario (células granulosas), feto (trofoblasto)                                                  |                     | Hipófisis anterior                                                        | Inhibe la producción de hormona estimuladora del folículo. |
| Insulina                                                | INS           | Páncreas (células beta) | Tirosina kinasa     | Tejidos                                                                   | Estimula la entrada de glucosa desde la sangre a las células, la glucogenogénesis y la glucólisis en hígado y músculo; estimula la entrada de lípidos y la síntesis de triglicéridos en los adipocitos y otros efectos anabólicos. |
| Factor de crecimiento de tipo insulina (o somatomedina) | IGF           | Hígado | Tirosina kinasa     |                                                                           | Efectos análogos a la insulina; regula el crecimiento celular y el desarrollo. |
| Leptina                                                 | LEP           | Tejido adiposo |                     |                                                                           | Disminución del apetito y aumento del metabolismo. |
| Hormona luteinizante                                    | LH            | Hipófisis anterior | AMPc                | Ovario, testículo                                                         | Estimula la ovulación; estimula la producción de testosterona por las células de Leydig. |
| Hormona estimuladora de los melanocitos                 | MSH o α-MSH   | Hipófisis anterior/pars intermedia                                                                                               | AMPc                | Melanocitos                                                               | Melanogénesis (oscurecimiento de la piel). |
| Orexina                                                 |               | Hipotálamo |                     |                                                                           | Aumenta el gasto de energía y el apetito. |
| Oxitocina                                               | OXT           | Hipófisis posterior | IP3                 | Mama, útero, vagina                                                       | Estimula la secreción de leche; contracción del cérvix; involucrada en el orgasmo y en la confianza entre la gente; y los ritmos circadianos (temperatura corporal, nivel de actividad, vigilia). |
| Parathormona                                            | PTH           | Paratiroides | AMPc                |                                                                           | Aumenta el Ca2+ sanguíneo e, indirectamente, estimula los osteoclastos; estimula la reabsorción de Ca2+ en el riñón; activa la vitamina D. |
| Prolactina                                              | PRL           | Hipófisis anterior, útero |                     | Mama, sistema nervioso central                                            | Producción de leche; placer tras la relación sexual. |
| Relaxina                                                | RLN           | Útero |                     |                                                                           | Segregada por la placenta en las últimas fases del embarazo para madurar el cérvix y prepararlo para el trabajo de parto. |
| Secretina                                               | SCT           | Duodeno (células S) |                     | Hígado, páncreas, duodeno (células de Brunner)                            | Estimula la secreción de bicarbonato; realza los efectos de la colecistoquinina; detiene la producción de jugos gástricos. |
| Somatostatina                                           | SRIF          | Hipotálamo (células neuroendocrinas del núcleo periventricular), islotes de Langerhans (células delta), aparato gastrointestinal |                     | Hipófisis anterior, aparato gastrointestinal, músculo liso, páncreas      | Numerosos efectos: inhibe la liberación de hormona del crecimiento y hormona liberadora de tirotropina; suprime la liberación de gastrina, colecistoquinina, secretina, y otras muchas hormonas gastrointestinales; reduce las contracciones del músculo liso intestinal; inhibe la liberación de insulina y glucagón; suprime la secreción exocrina del páncreas.                |
| Trombopoyetina                                          | T.P.O.        | Hígado, riñón, músculo estriado                                                                                                  |                     | Megacariocitos                                                            | Producción de plaquetas. |
| Tirotropina                                             | TSH           | Hipófisis anterior | AMPc                | Tiroides                                                                  | Estimula la secreción de tiroxina y triyodotironina. |
| Hormona liberadora de tirotropina                       | TRH           | Hipotálamo (neuronas neurosecretoras del núcleo paraventricular)                                                                 | IP3                 | Hipófisis anterior                                                        | Estimula la liberación de tirotropina y de prolactina. |
| Factor liberador de prolactina                          | PRF           | Hipotálamo |                     | Hipófisis anterior                                                        | Estimula la liberación de prolactina. |
| Lipotropina                                             | PRH           | Hipófisis anterior |                     | Tejido adiposo, melanocitos                                               | Estimula la lipólisis y la síntesis de esteroides; estimula la producción de melanina. |
| Péptido natriurético cerebral                           | BNP           | Corazón (células del miocardio)                                                                                                  |                     |                                                                           | Reducción de la presión sanguínea por reducción de la resistencia vascular de la circulación sistémica, de la cantidad de agua, sodio y grasas en la sangre. |
| Neuropéptido Y                                          | NPY           | Estómago |                     |                                                                           | Aumento de la ingestión de alimentos y disminución de la actividad física. |
| Histamina                                               |               | Estómago (células ECL) |                     |                                                                           | Estimula la secreción de ácidos gástricos. |
| Endotelina                                              |               | Estómago (células X) |                     | Músculo liso del estómago                                                 | Contracción del músculo liso del estómago. |
| Polipéptido pancreático                                 |               | Páncreas (células PP) |                     |                                                                           | Desconocido. |
| Renina                                                  |               | Riñón (células juxtaglomerulares)                                                                                                |                     |                                                                           | Activa el sistema renina-angiotensina por la producción de la angiotensina I del angiotensinógeno. |
| Encefalina                                              |               | Riñón (células cromafines) |                     |                                                                           | Regula el dolor. |

### Hormonas lipídicas
Su naturaleza lipófila les permite atravesar la bicapa lipídica de las membranas celulares; sus receptores específicos se localizan en el citosol o en el núcleo de las células diana.

#### Esteroides
| Nombre                    | Abrevia- tura | Origen                                                                                              | Mecanismo de acción | Tejido diana | Efecto |
| Cortisol                  |               | Glándulas suprarrenales (células fasciculadas y reticulares)                                        | Directo             |              | Estimula la gluconeogénesis; inhibe la captación de glucosa en el músculo y en el tejido adiposo; moviliza los aminoácidos de los tejidos extrahepáticos; estimula la lipólisis en el tejido adiposo; efectos antiinflamatorios e inmunodepresivos. |
| Aldosterona               |               | Corteza adrenal (células glomerulares)                                                              | Directo             |              | Estimula la reabsorción de sodio y la secreción de potasio e iones hidrógeno en el riñón, lo que hace aumentar el volumen sanguíneo. |
| Testosterona              |               | Testículo (células de Leydig)                                                                       | Directo             |              | Crecimiento, aumento de la masa muscular y de la densidad ósea; maduración de los testículos, formación del escroto, crecimiento del vello púbico y axilar, modificación del aparato vocal (la voz se hace más grave). |
| Deshidroepiandrosterona   | DHEA          | Testículo (células de Leydig), ovario (células de la teca), riñón (zona fasciculada zona reticular) | Directo             |              | Similar a la testosterona. |
| Androstenediona           |               | Glándulas adrenales, gónadas                                                                        | Directo             |              | Substrato para los estrógenos. |
| Dihidrotestosterona       | DHT           | Múltiple                                                                                            | Directo             |              | Controla el incremento del pelo en el cuerpo y la cara, influye sobre la secreción de las glándulas sebáceas (causa acné), produce pérdida de cabello, HPB y cáncer de la próstata. |
| Estradiol (17β-estradiol) | E2            | Ovario (folículo de Graaf, cuerpo lúteo), testículo (células de Sértoli)                            | Directo             |              | Crecimiento; crecimiento del vello púbico y axilar en la mujer principalmente, promueve la diferenciación de los caracteres sexuales secundarios femeninos; estimula diversos factores de coagulación; incrementa la retención de agua y sodio. Refuerza los cánceres de mama sensibles a hormonas (la supresión de la producción de estrógenos es un tratamiento para dichos cánceres). En los hombres, previene la apoptosis de las células germinales; retroinhibidor negativo de la síntesis de testosterona en las células de Leydig. |
| Estrona                   |               | Ovario (células granulosas), adipocitos                                                             | Directo             |              | Actúa en el desarrollo de los caracteres sexuales y órganos reproductores femeninos, realiza el mantenimiento del control electrolítico y aumenta el anabolismo de proteínas. |
| Progesterona              | PH            | Ovario (cuerpo lúteo), glándulas adrenales, placenta (durante el embarazo)                          | Directo             |              | Mantiene el embarazo: convierte el endometrio en órgano secretor, hace al moco cervical impermeable al esperma, inhibe la respuesta inmunitaria contra el embrión, disminuye la coagulación sanguínea: incrementa la formación y la agregación plaquetarias, vasoconstricción; broncoconstricción. |

## Patologías

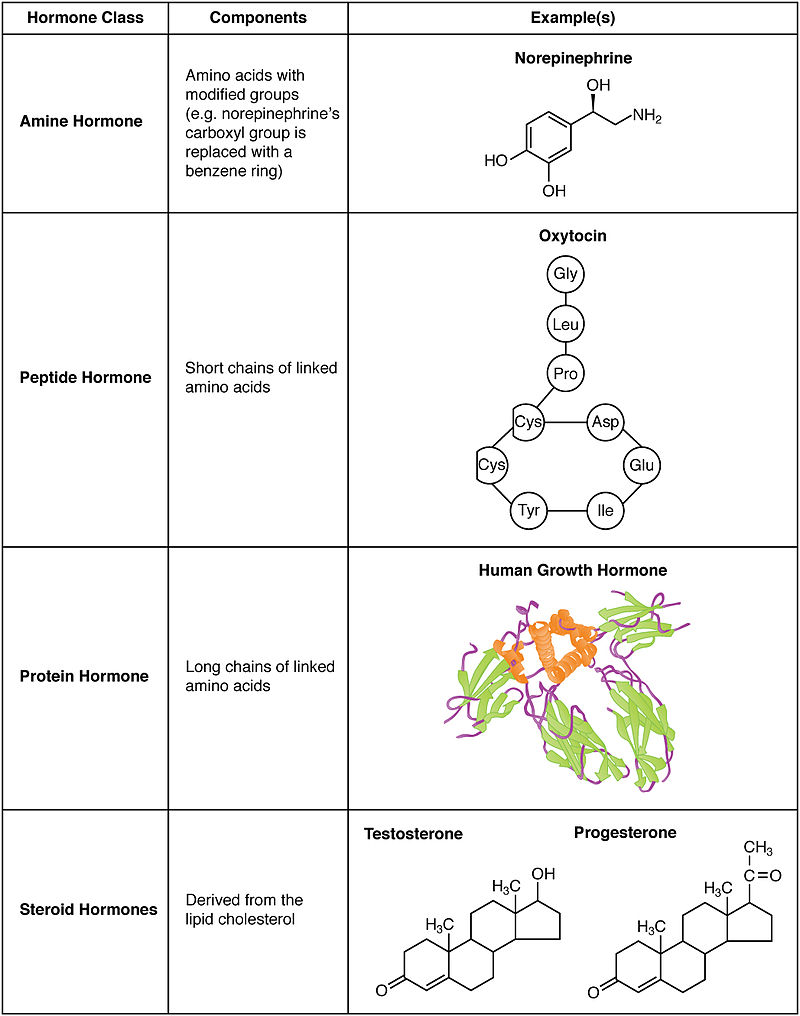
hormona

La correcta función de las hormonas en el cuerpo puede verse alterada por enfermedades del sistema endocrino, que son aquellas que afectan a las glándulas de secreción interna, entre otras la hipófisis, tiroides, paratiroides, páncreas y glándulas suprarrenales. Suelen cursar con aumento de la producción de la hormona secretada por la glándula (hipersecreción) o disminución en la producción (hiposecreción). La rama de la medicina que estudia las enfermedades del sistema endocrino se conoce como endocrinología.
Por su parte, las enfermedades que afectan a las hormonas neurotransmisoras son objeto de estudio de la neurología.

## Farmacología
Una gran cantidad de hormonas son usadas como medicamentos. Las más comúnmente usadas son estradiol y progesterona en las píldoras anticonceptivas y en la terapia de reemplazo hormonal, la tiroxina en forma de levotiroxina en el tratamiento para el hipotiroidismo, los corticoides para enfermedades autoinmunes, trastornos respiratorios severos y ciertos cuadros alérgicos. La insulina es usada por muchos diabéticos. Preparaciones locales usadas en otorrinolaringología frecuentemente contienen equivalentes a la adrenalina. Los esteroides y la vitamina D son componentes de ciertas cremas que se utilizan en dermatología. La melatonina se utiliza como medicamento para problemas de insomnio.